# 伯比斯河

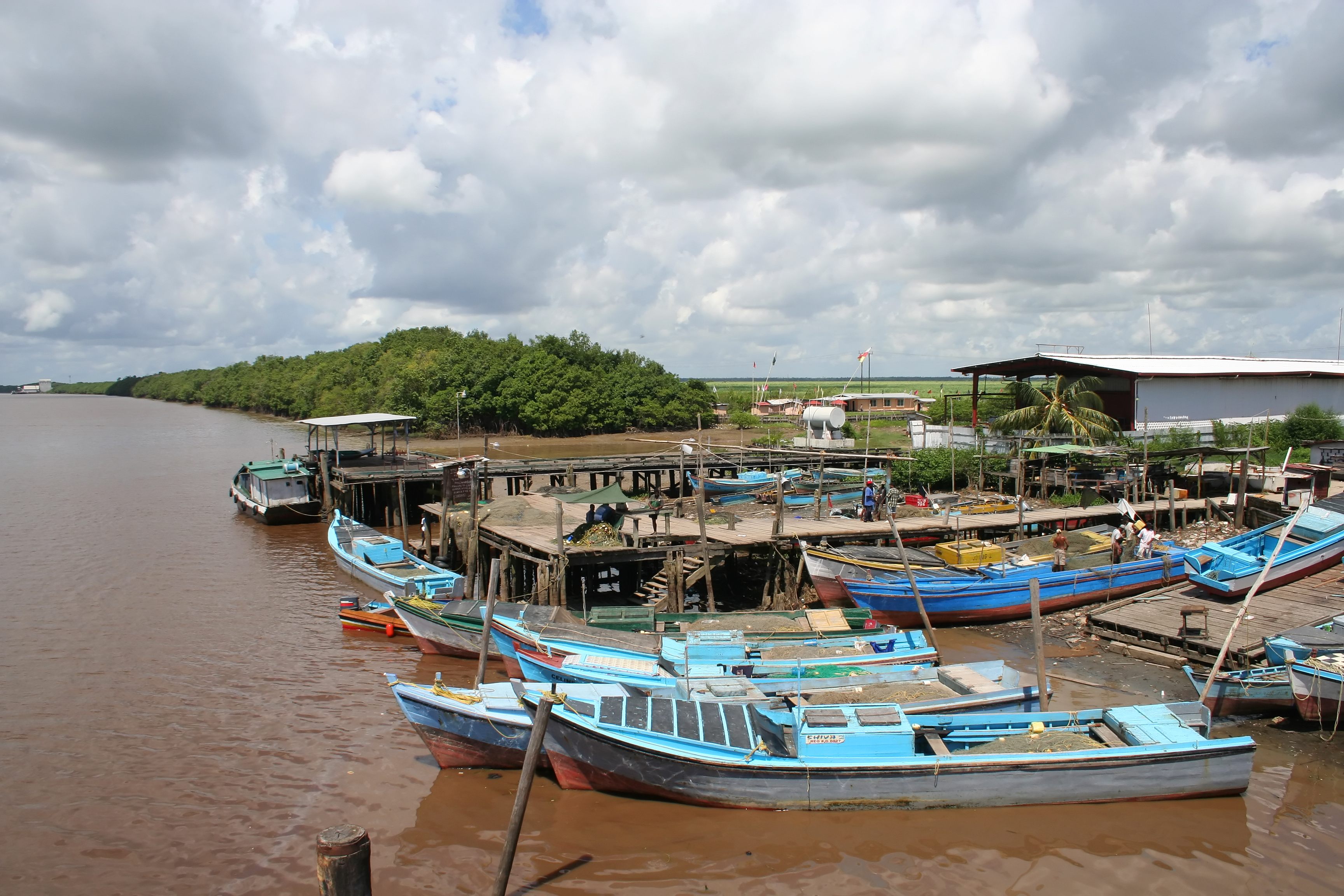
伯比斯河

伯比斯河（英語：Berbice River）是圭亞那的河流，位於該國東部，河道全長約595公里，流域面積50,347平方公里，最終在新阿姆斯特丹附近注入大西洋:1274。